# Yūbetsu-Technik
Die Yūbetsu-Technik (jap. 湧別技法, Yūbetsu gihō) ist eine Abschlagtechnik zur Herstellung von Mikrolithen, die Ähnlichkeiten mit Techniken in der Mongolei aufweist und die während des Paläolithikums in Hokkaidō und Nord-Honshū genutzt wurde. Ihren Namen erhielt die Yūbetsu-Technik 1961 von den Archäologen Serizawa Chōsuke und Yoshizaki Masakazu, die sie anhand ihrer Funde auf Hokkaidō beschrieben. Die Bezeichnung Yūbetsu leitet sich vom Fundplatz in Shirataki (白滝遺跡, Shirataki iseki) am Fluss Yūbetsu in der Gemeinde Engaru ab. Die hier gefundenen Steingeräte wurden in und unterhalb der As-YP-Tephraschicht gefunden und damit auf 13.000 v.H. datiert. Man unterscheidet entsprechend den Fundstätten zwei Formen von Kernen: den Shirataki- (白滝型) und den Sakkotsu-Typ (札滑型).
Die Herstellung von Mikrolithen mittels Yūbetsu-Technik erfolgt in vier bis fünf Schritten:
1. Vorbereitend werden zunächst vom Kern, dem zu bearbeitenden Ausgangsstein, beidseitig und kreisförmig Abschläge abgeschlagen.
2. Dann werden in Längsrichtung klingenartige Abschläge abgetragen, sodass eine Blatt- bzw. Keilform entsteht.
3. Im dritten Schritt werden von den Rändern dieser beidseitig bearbeiteten Kerne kleine dreieckige und trapezförmige Splitter abgetragen.
4. Dann werden Teile des Kerns in Längsrichtung abgesplittert und hiervon
5. werden zuletzt wiederum Mikroklingen abgepresst.

## Anmerkung
1. ↑  Die Abkürzung As-YP steht für eine Tephraschicht aus dem Vulkan Asama (As), mit gelbem Bimsstein (yellow pumice).